# Демирджояни
Демирджояни (на гръцки: Περιστέρια, Перистѐрия, до 1927 година Δεμιρτζόγιαννη, Демирдзояни) е село в Гърция, част от дем Доксат на област Източна Македония и Тракия.

## География
Селото се намира в западните склонове на Урвил, на 25 km източно от град Драма.

## История

### В Османската империя
В началото на XX век Демирджояни е турско село в Драмска каза на Османската империя. Според Васил Кънчов („Македония. Етнография и статистика“) в 1900 година Тимурджи Авренъ (Тимурджи Оранъ) има 370 жители турци.

### В Гърция
След Междусъюзническата война в 1913 година селото попада в Гърция. Според гръцката статистика, през 1913 година в Демирджоян (Δεμιρτζόγιαν) живеят 509 души.
След Лозанския договор (1923), сложил край на Гръцко-турската война турското население на Демирджояни се изселва в Турция и на негово място са настанени окол 70 семейства гърци бежанци от Турция или 231 души. В 1928 година Демирджояни е чисто бежанско село с 53 бежански семейства и 192 души бежанци. В 1927 година е прекръстено на Перистерия. Населението намалява след Втората световна и Гражданската война.
| Година    | 1913 | 1920 | 1928 | 1940 | 1951 | 1961 | 1971 | 1981 | 1991 | 2001 | 2011 | 2021 |
| --------- | ---- | ---- | ---- | ---- | ---- | ---- | ---- | ---- | ---- | ---- | ---- | ---- |
| Население | 509  | 450  | 231  | 359  | 233  | 106  |      | 18   | 5    | 27   | 10   | 14   |